# 国鉄ホキ3100形貨車
国鉄ホキ3100形貨車（こくてつホキ3100がたかしゃ）は、1961年（昭和36年）から製作された、セメント専用の 35 t 積 貨車（ホッパ車）である。
私有貨車として製作され、日本国有鉄道（国鉄）に車籍編入された。1987年（昭和62年）4月の国鉄分割民営化後は日本貨物鉄道（JR貨物）に車籍を承継された。

## 概要
ホキ3100形はセメント輸送用として1961年（昭和36年）から1965年（昭和40年）にかけて東洋工機、日本車輌製造、新潟鐵工所、若松車輛にて153両（ホキ3100 - ホキ3242、ホキ3161 - ホキ3270）が製作された。
1961年（昭和36年）10月13日に、ホキ4100形（2代）3両（ホキ4100 - ホキ4102）が製作された。ホキ4100形（2代）は、その後も増備が続き1963年（昭和38年）1月11日までに合計38両（ホキ4100 - ホキ4117、ホキ4128 - ホキ4147）が誕生した。
1962年（昭和37年）10月13日に、秩父鉄道のホキ1200形10両（ホキ1201 - ホキ1210）の車籍移管が行われ、本形式に編入され、ホキ4118 - ホキ4127となった。 
1963年（昭和38年）7月26日に改番が行われ、ホキ4100形（2代）は、ホキ3100形（ホキ3100 - ホキ3147）と改められた。この際の附番方式は、現番号マイナス1000であった。また、これによりホキ4100形（2代）は、形式消滅となった。
その後も製作は継続され、105両（ホキ3148 - ホキ3242、ホキ3261 - ホキ3270。ホキ3243 - ホキ3260は当初より欠番）が最初からホキ3100形として完成した。
所有者は、小野田セメント、日立セメント、チチブセメント、東北開発の4社であった。その後小野田セメント所有車3両（ホキ3100、ホキ3194、ホキ3264）、チチブセメント所有車7両（ホキ3134 - ホキ3138、ホキ3140、ホキ3141）の合計10両が清水工業へ名義変更した。
外観はホキ3500形（30t積）を横長にした形態をしている。エアスライド式有蓋ホッパ車であり、荷役方式はホッパ上部の積込口より上入れ、エアスライド式による下出し（レール外側）であった。
全長は10,400 mm - 11,700 mm、全幅は2,650 mm、全高は3,710 mm、台車中心間距離は7,600 mm、実容積は30.0 m3 - 33.5 m3、自重は11.8 t - 17.2 tで、換算両数は積車5.0、空車1.8、台車は12 t車軸を使用したベッテンドルフ台車のTR41Cであった。
1987年（昭和62年）4月の国鉄分割民営化時には12両の車籍がJR貨物に継承され、1995年（平成7年）度末時点では3両（ホキ3103 - ホキ3105）が現存していたが、1996年（平成8年）5月に3両一斉に廃車となり同時に形式消滅となった。

## 年度別製造数
各年度による製造会社と両数、所有者は次のとおりである。（所有者は落成時の社名。車番は製造当時の番号。）
- 1961年（昭和36年）度 - 8両
  - 東洋工機 3両 小野田セメント （ホキ4100 - ホキ4102→ホキ3100 - ホキ3102）
  - 東洋工機 5両 日立セメント （ホキ4103 - ホキ4107→ホキ3103 - ホキ3107）
- 1962年（昭和37年）度 - 40両
  - 東洋工機 10両 チチブセメント （ホキ4108 - ホキ4117→ホキ3108 - ホキ3117）
  - 日本車輌製造 20両 チチブセメント （ホキ4128 - ホキ4147→ホキ3128 - ホキ3147）
  - 日本車輌製造 10両 チチブセメント （ホキ4118 - ホキ4127、秩父鉄道からの車籍編入車ホキ1201 - ホキ1210→ホキ3118 - ホキ3127）
- 1963年（昭和38年）度 - 30両
  - 東洋工機 10両 小野田セメント （ホキ3148 - ホキ3157）
  - 東洋工機 10両 日立セメント （ホキ3158 - ホキ3167）
  - 東洋工機 10両 チチブセメント （ホキ3168 - ホキ3177）
- 1964年（昭和39年）度 - 75両
  - 東洋工機 29両 小野田セメント （ホキ3178 - ホキ3196、ホキ3261 - ホキ3270）
  - 東洋工機 10両 東北開発 （ホキ3197 - ホキ3200、ホキ3227 - ホキ3232）
  - 新潟鐵工所 20両 東北開発 （ホキ3201 - ホキ3220）
  - 若松車輌 10両 東北開発 （ホキ3233 - ホキ3242）
  - 東洋工機 6両 チチブセメント （ホキ3221 - ホキ3226）